# 목포서산초등학교
목포서산초등학교는 대한민국 전라남도 목포시 서산동에 있는 초등학교다.

## 학교 연혁
- 1966. 12. 23 목포서산초등학교 설립 인가
- 1967. 11. 01 목포서산초등학교 개교
- 1972. 07. 26 태풍 리타호 - 교실 전파
- 1984. 08. 29 병설유치원 개원
- 1985. 03. 01 충무분교, 허사분교 관할
- 2000. 02. 29 허사분교 폐교
- 2012. 09. 01 제18대 민유기 교장 부임
- 2015. 02. 13 제47회 졸업(졸업생 5명, 총 졸업생 6,280명)
- 2015. 03. 01 제19대 이명숙 교장 부임
- 2016. 03. 01 목포교육지원청지정 목포사랑연구학교
- 2018. 02  13 제50회 졸업(졸업생 2명, 총 졸업생 6,305명)
- 2018. 09  01 제21대 정선희 교장 부임
- 2025. 03. 01 목포서산초등학교 충무분교장 통폐합

## 분교
- 목포서산초등학교 충무분교